# Försterfriedhof Barsberge

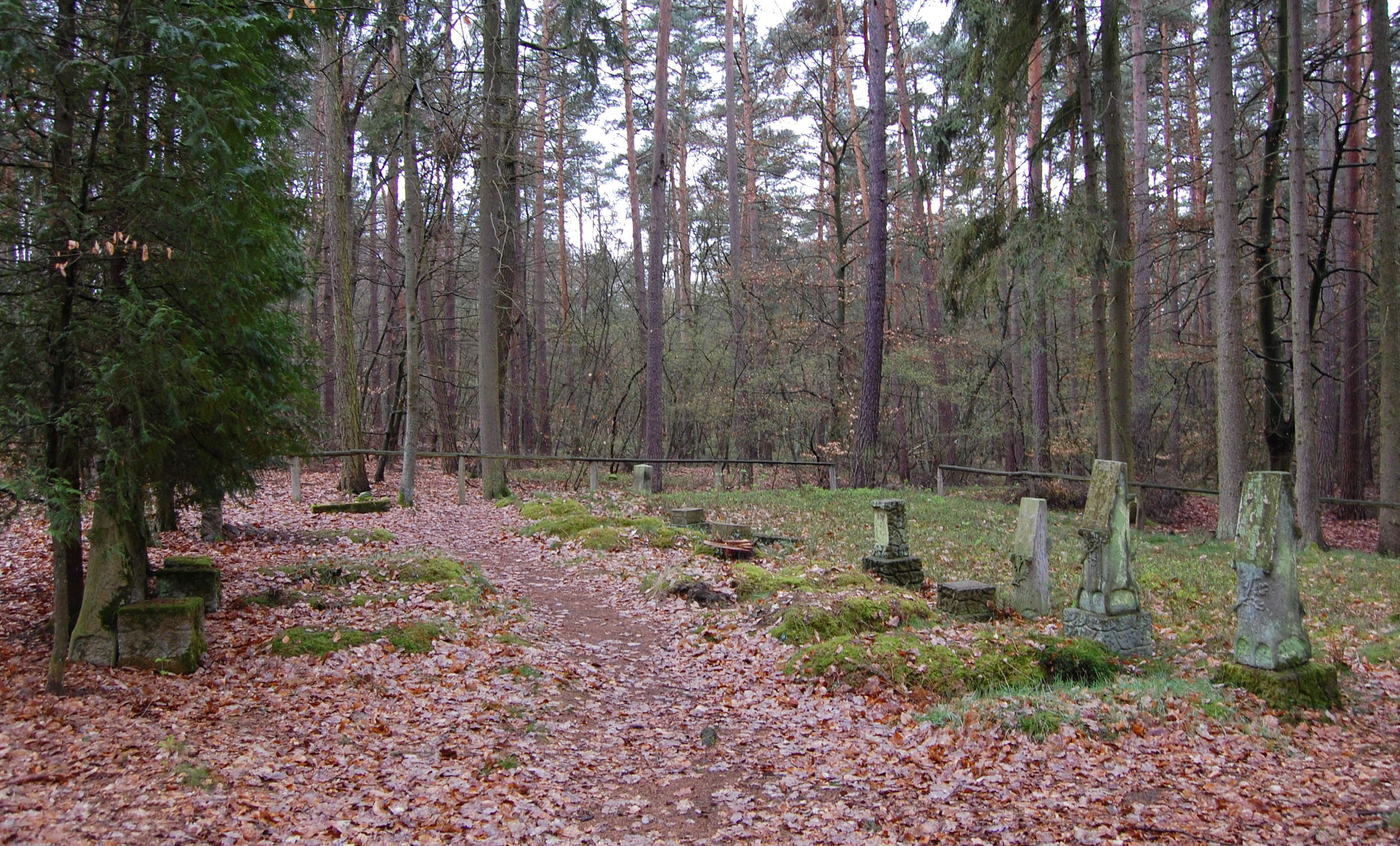
Försterfriedhof Barsberge

Der Försterfriedhof Barsberge ist ein historischer Friedhof südwestlich der Stadt Seehausen in der Altmark in Sachsen-Anhalt.

## Lage
Der Friedhof liegt im Wald südlich des Forsthauses Barsberge unmittelbar westlich des Weges nach Drüsedau.

## Geschichte
Die Anlage des Friedhofs geht auf den königlichen Revierförster Hahn zurück, der im benachbarten Forsthaus Barsberge tätig war. Auf seinen Antrag hin wurde am 14. Mai 1873 die Anlage eines Begräbnisplatzes für die Bewohner Barsberges am Drüsedauer Weg genehmigt.
Hahn pflanzte auf dem Friedhofsareal eine Eiche als Symbol für sein Berufsleben und bestimmte per Vermächtnis, dass dort seine Beisetzung erfolgen solle. Die erste Beisetzung erfolgte tatsächlich für den Leichnam des dann am 5. Juni 1909 verstorbenen Förster Hahn. Auf seinem Grabstein befand sich die Inschrift: In diesem Walde, den ich über 30 Jahre treu gehegt und gepflegt habe, möchte ich gerne ruhen. Fragt die Wälder, wie sie erzogen sein wollen, sie werden es euch besser lehren, als es Bücher tun. Später wurde auch seine Ehefrau beigesetzt.
Auch der Amtsnachfolger Hahns, Förster Nowraty und dessen Ehefrau erhielten ihr Grab auf dem Friedhof. In den nächsten Jahrzehnten folgten weitere Beisetzungen von Bewohnern Barsberges.
Ende der 1970er Jahre wurde der Friedhof beschädigt und Grabplatten zerstört.